# Liopterus haemorrhoidalis
Liopterus haemorrhoidalis là một loài bọ cánh cứng trong họ Bọ nước. Loài này được Fabricius miêu tả khoa học năm 1787.

## Hình ảnh

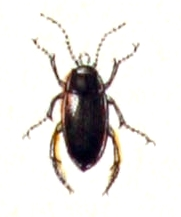